# 打兔寨站
打兔寨站是位于云南省开远市打兔寨的一个铁路车站，邮政编码661001。车站建于1909年，有昆河铁路经过该站，2012年撤销。车站及其上下行区间均未电气化。车站距离昆明北站238公里，隶属昆明铁路局，是五等站。